# Lincs FM
 (octobre 2020).
Lincs FM est une station de radio locale indépendante britannique desservant les comtés du Lincolnshire et de Newark. Elle diffuse sur le territoire du comté du Lincolnshire à une fréquence de 102.2 MHz. Elle émet également en ligne et en diffusion numérique. Il s'agit d'une station musicale généraliste, diffusant des hits et des musiques variées allant des années 1960 à aujourd'hui.

## Historique
Lincs FM commence à émettre le 1er mars 1992, à partir des studios de Witham Park à Lincoln. Elle fait partie d'un groupe de radio comportant huit stations.
En mars 2019, la station de radio et ses stations sœurs sont rachetées par Bauer Media Group pour une somme non divulguée.

## Émetteurs

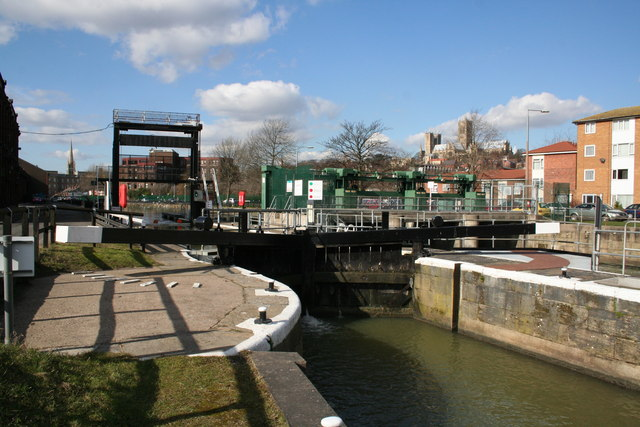
L'écluse de Stamp End, proche de la station de radio.

L'émetteur principal de la radio est l'émetteur de Belmont, la plus haute structure du Royaume-Uni, qui permet au signal radio d'atteindre le nord du Nottinghamshire et l'est du Yorkshire du Sud. La radio diffuse aussi via des répéteurs situés à Grantham (96.7 MHz) et à Scunthorpe (97.6 MHz).

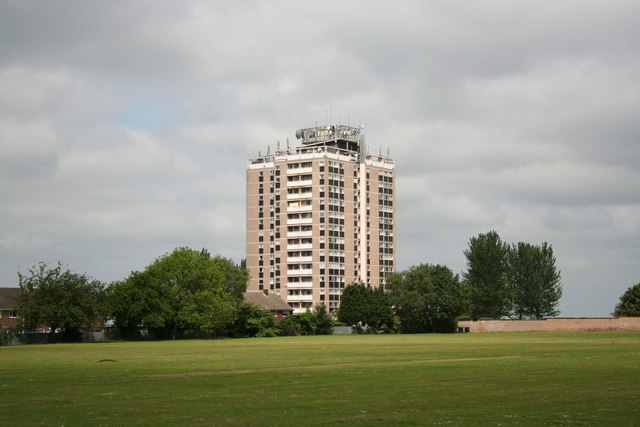
L'émetteur de Scunthorpe, à l'ouest de la ville, surplombe la vallée de la Trent (fleuve).